# Henrik Palmstierna (1821–1885)
Henrik Magnus Alexander Palmstierna, född 25 februari 1821 i Sandhems socken, Skaraborgs län, död 27 april 1885 i Stockholm (folkbokförd i Västra Vingåkers församling, Södermanlands län), var en svensk friherre, godsägare, militär och riksdagsman. Han tillhörde ätten Palmstierna.
Palmstierna blev underlöjtnant vid Livregementets husarkår 1840, löjtnant där 1850, ordonnansofficer hos kronprinsen 1853, adjutant hos kronprinsen 1854 och hos denne som kung 1859, ryttmästare i armén 1855 och vid kåren 1857, överstelöjtnant 1862 samt överste och sekundchef 1868–1881. Han var godsägare på Skenäs från 1865. Palmstierna var ledamot av ridderskapet och adeln 1865–1866 och riksdagens första kammare för Södermanlands läns valkrets 1866–1868 och 1880–1885. Han var även landstingsman. Palmstierna blev riddare av Svärdsorden 1863 och kommendör av första klassen av samma orden 1876.